# Agile (noblesse)
Pour les articles homonymes, voir Agile.
Un agile, du latin agilis (en hongrois : agilis, nőnemes), est dans le droit de l'ancien Royaume de Hongrie le statut d'un individu roturier ayant soit épousé une femme noble, ou bien étant descendant d'un père non-noble et d'une mère noble. Le terme "semi-noble" est parfois aussi utilisé comme synonyme.

## Organisation sociale dans le Royaume de Hongrie
Depuis la constitution du Royaume de Hongrie au XIe siècle, la société est organisée autour de trois groupes sociaux : les nobles, les non-nobles et les hommes d'Église.

## Particularité des agiles
Malgré ce qui est largement imaginé, il existait une large porosité entre ces couches sociales et les mariages exogames étaient réguliers à défaut d'être courants. Suivant les règles de transmission en vigueur, la noblesse était transmise par l'homme.
Ainsi, les enfants d'un père noble, qu'importe la condition de la mère, naissaient donc nobles. En revanche, si le père était roturier et si la mère était noble, alors les enfants étaient dits agiles, agilis en latin.

## Apparition du terme
Les origines du terme restent incertaines pour les historiens. nous savons qu'il apparait dans les différents documents du royaume de Hongrie à partir du milieu du XVIe siècle.
Néanmoins, des traces de ce terme apparaissent en Transylvanie chez les Sicules dès le XVe siècle mais pas pour désigner cet état "mixte" de noblesse/non-noble mais pour désigner les Sicules eux-mêmes. Il est donc probable que le terme leur ait été emprunté.

## Disparition du statut
À la suite de la révolution hongroise de 1848, tous les privilèges ont été abolis, y compris celui des agiles.

## Extension historique de son sens
Lors de l'invasion du Royaume de Hongrie par les Turcs, de nombreux agiles, nobles pauvres et libertini combattirent ensemble dans les nombreuses petites places fortes du royaume. Le terme agile fut alors utilisé indistinctement pour désigner ces trois types de personnes.

## Conséquences

### Conséquences face à l'imposition
Les nobles du Royaume de Hongrie étaient exemptés d'impôt. Les agiles, eux, recevaient un traitement variant d'un comitat à un autre. En 1717 par exemple, le comitat de Trencsén statua que les agiles devaient être imposés comme les nobles.
Durant les guerres napoléoniennes, le comitat de Sopron obligea les agiles à payer la même contribution que les nobles.

### Conséquences sur la femme noble mariée à un non-noble

#### Conséquences juridiques
Il n'apparait dans les documents d'époque qu'une femme noble épousant un homme non-noble, qui deviendra par cette union un agile, perde sa noblesse pour autant.
Certes la loi de Matthias Corvin de 1486 précise la déchéance de noblesse de cette femme noble unie à un non-noble mais cette déchéance ne concerne qu'un aspect de sa noblesse et pas sa condition entière. Ainsi, elle reste juridiquement une noble.

### Conséquences sociales
Malgré des conséquences juridiques finalement mineures, la noblesse de ces femmes étaient néanmoins diminuées. Par exemple, certains comitats traitaient juridiquement, et sous certaines conditions, ces femmes-là, pourtant toujours nobles, comme des roturières; comme par exemple en les faisant comparaitre devant des juridictions de non-nobles alors que les nobles disposaient de leurs propres juridictions dirigées par des nobles.

### Conséquence d'un homme non-noble marié à une noble
Il est constant dans les documents administratifs et juridiques d'époque, qu'un mariage entre homme non-noble et une femme noble n'entraine pas l'anoblissement de cet homme; Néanmoins, et la situation divergeant d'un comitat à un autre et d'une époque à une autre, la gestion effective des terres de sa femme issus de son héritage (le quarta puellaris) pouvait influer sur le statut de l'homme roturier, certes pas anobli mais pouvant être traité juridiquement comme un noble.

## Autres noms similaires
Bien que dans les anciens textes hongrois, on retrouve principalement les termes agilis et nőnemes, on peut aussi trouver utilisés les termes suivants : 
- ágyilus (Új tájsz. I. 168.)
- árgyilis (Tört. fog. I. 15.)
- árgyélus (TESz I. 104.)
- félnemes
- anyjáról nemes (Nagy Iván VII. 558.)
- seminobilis (Tört. fog. II. 15)